# Villarrica (Paraguai)
Villarrica és una ciutat, situada al sud del Paraguai. Va ser fundada pel capità espanyol Ruy Díaz de Melgarejo el 14 de maig de 1570 sobre la vora del riu Paranà, amb el nom de Villa Rica del Espíritu Santo. És la capital del departament de Guairá.
Villarrica tenia 40.300 habitants el 2004.

## Població
Al cens del 2002 la ciutat tenia una població urbana de 38.961 habitants (55.200 al districte), segons la Dirección General de Estadística, Encuestas y Censos.

## Economia
La principal activitat productiva de la ciutat és la producció agroalimentària, seguida de la producció de llet, textils i la producció de sucre.